# 李孝常
李孝常（6世纪—627年），京兆郡泾阳县（今陕西省咸阳市泾阳县）人，唐朝郡王、官员。

## 生平
他是隋朝兵部尚书、万安郡公李圆通的儿子，隋朝末年，华阴县令李孝常献永丰仓归降李渊，并去接应河西的李渊诸军。隋炀帝在江都知道后，将他的弟弟全部杀死。武德元年（618年）十二月丁丑，唐高祖封上柱国李孝常为义安王。唐太宗继位后，李孝常上表请求入朝，于是留在京师。贞观元年（627年）十二月三十，利州都督義安王李孝常因儿子李义宗犯劫盗罪被诛，心怀怨望，与右武卫将军刘德裕及其外甥统军元弘善、监门将军长孙安业等人，密谋借助禁军反叛。另一子李义立还为谋反造势，称自己有为王之命。事发后，李孝常等人被唐太宗处死。
他的第六子太子左千牛、上大将军李義餘的妻子姬揔持被没入掖庭，后成为唐高宗的保姆，并被封为周国夫人。

## 李孝常谋反案
其党羽伏诛死者十二人：劉德裕、元弘善、李義立、李義餘、劉孝本（德裕子）、蔡惲、劉文贊、賀婁善積。
流放者：長孫安業。
牵涉此案被削籍为民者：左骁卫大将军刘弘基、右驍卫大将军长孙顺德、郎将元律、城门郎韦元整。